# Azulén
| Azulén |                                         |
| |                                         |
| \| \| \| |                                         |
| IUPAC-név | Azulén                                  |
| Szabályos név                                                                                                   | Biciklo[5.3.0]dekapentaén               |
| Kémiai azonosítók                                                                                               |                                         |
| CAS-szám | 275-51-4                                |
| PubChem | 9231                                    |
| ChemSpider | 8876                                    |
| EINECS-szám | 205-993-6                               |
| KEGG | C13392                                  |
| ChEBI | 31249                                   |
| RTECS szám | CO4570000                               |
| SMILES | c1cccc2cccc2c1                          |
| InChI | 1/C10H8/c1-2-5-9-7-4-8-10(9)6-3-1/h1-8H |
| InChIKey | CUFNKYGDVFVPHO-UHFFFAOYSA-N             |
| Beilstein | 969517                                  |
| Gmelin | 102129                                  |
| UNII | 82R6M9MGLP                              |
| ChEMBL | CHEMBL3272628                           |
| Kémiai és fizikai tulajdonságok                                                                                 |                                         |
| Kémiai képlet                                                                                                   | C10H8                                   |
| Moláris tömeg                                                                                                   | 128,17 g/mol                            |
| Olvadáspont | 99–100 °C                               |
| Forráspont | 242 °C                                  |
| Termokémia |                                         |
| Égés standard- entalpiája ΔcHo298                                                                               | −1266,5 kcal/mol                        |
| Ha másként nem jelöljük, az adatok az anyag standardállapotára (100 kPa) és 25 °C-os hőmérsékletre vonatkoznak. |                                         |
| |                                         |

Az azulén sötétkék színű szilárd anyag, szerves vegyület, a naftalin izomerje. Nevét színéről kapta: „azul” spanyolul kéket jelent.
A természetben két terpén-származéka található meg kék pigment alkotóelemeként gombákban, a Bulnesia sarmientoi fa olajában és néhány gerinctelen tengeri élőlényben.
A vény nélkül kapható Azulenol kenőcs hatóanyaga a cickafarkfűből kivont azulén. Gyulladáscsökkentő, hámosodást elősegítő hatása van.

## Története
Az azulén hosszú története a 15. századra nyúlik vissza. Az azúrkék kromofort orvosi székfűből állították elő vízgőzdesztillációval. A kromofort megtalálták a közönséges cickafarkban és az ürömben. Kémiai szerkezetét először Lavoslav Ružička állapította meg. 1937-ben állították elő először szintetikusan.

## Kémiai szerkezete

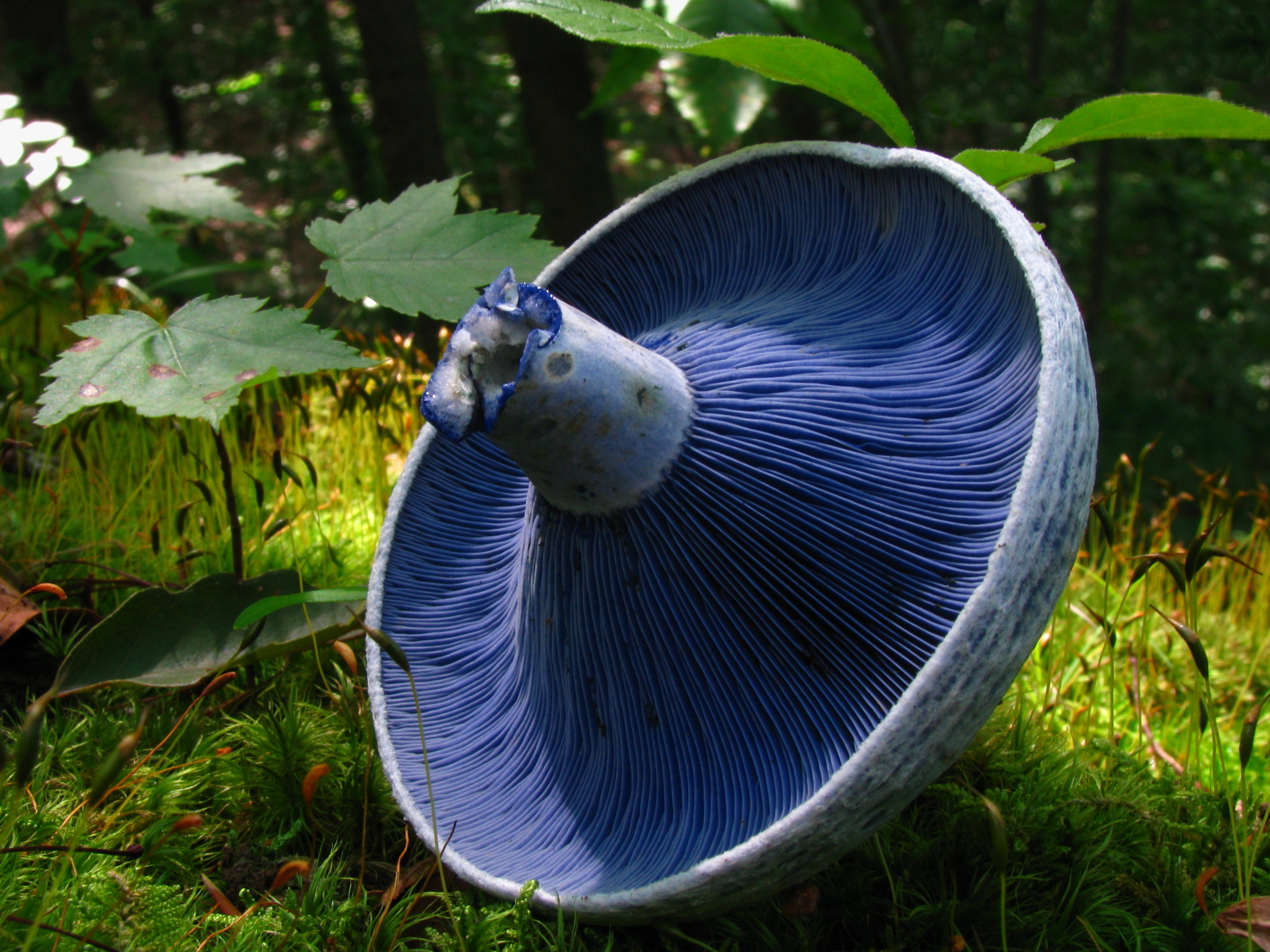
A Lactarius indigo nevű gomba kék színét azulénszármazék okozza (a 7-izopropenil-4-metilazulén-1-il)metil-sztearát)

Az azulén kondenzált cikloheptatrién és ciklopentadién gyűrűből áll. A naftalinhoz és a ciklodekapentaénhez hasonlóan tíz π-elektronja van. Aromás tulajdonságokat mutat: a gyűrű kerülete mentén levő kötések hossza hasonló, és Friedel-Crafts-szerű szubsztitúciós reakciókat mutat. Az aromacitásból nyert stabilitását a naftalinénak a felére becsülik. Dipólusmomentuma 1,08 D, szemben a naftalinnal, melynek 0. A dipolaritás nyilvánul meg a kék színben.

## Reakció
Huzamosabb ideig hevítve izomer átalakulással naftalin keletkezik:
|  | 330 °C |

## Fordítás
- Ez a szócikk részben vagy egészben  az   Azulene című angol Wikipédia-szócikk fordításán alapul.  Az eredeti cikk szerkesztőit annak laptörténete sorolja fel. Ez a jelzés csupán a megfogalmazás eredetét és a szerzői jogokat jelzi, nem szolgál a cikkben szereplő információk forrásmegjelöléseként.